# Shu Rui
Shu Rui (chinois : 殳芮 ; pinyin : shū ruì) est une artiste peintre d'origine chinoise, née en 1990, à Suzhou. Depuis 2014, elle vit en France, à Limoges.

## Œuvres
Depuis sa sortie des beaux-arts de Limoges, Shu Rui peint des séries d’œuvres sur des thèmes différents : des peintures à l’aquarelle ou à la gouache sur papier portant sur des sujets issus de vidéos qu’elle regarde sur YouTube, telles que Manger, Se maquiller ou provenant de films ou séries télévisées, comme Contempler. Ces dessins sont remarquables par leur réalisme cru et la vision qu’elle nous donne de certaines pratiques étranges liées aux réseaux sociaux, aux nombreux tutoriels et autres vidéos. Ces dessins grotesques évoquent certains Caprichos de Goya et leurs satires de la société dans lesquels le peintre ridiculise le comportement de ses congénères.
Elle réalise également des portraits de commande à l’huile sur toile ou à l’aquarelle comme celle que lui a passée récemment le festival l’Esprit des pierres à Limoges, pour lequel elle a peint une vingtaine de musiciens très réalistes, en situation.
Sa peinture est basée sur l'instant présent, s'inspirant de ses propres expériences. Elle n'a ni sujet de création fixe ni objet de recherche défini. Elle dépeint des choses et des phénomènes avec une approche morcelée et décentralisée du réalisme. Son travail combine à la fois une dimension autobiographique et une démarche documentaire. Elle se consacre principalement à dépeindre — au sens de « raconter » — les objets qu'elle possède : ses vêtements, ses sacs, son fer à repasser, ses livres, son téléphone portable, ses aliments et les emballages de ce qu'elle a consommé. Elle les représente avec une sorte de vénération, copiant les images des emballages comme si elle reproduisait l’œuvre d'un grand maître.

## Exposition
- 2019 : Portraits made in Vicq-sur-Breuilh, Musée & Jardins Cécile Sabourdy, Vicq-sur-Breuilh
- 2021 : Napoléon? Encore! De Marina Abramović à Yan Pei-Ming[3], musée de l'Armée, Invalides, Paris
- 2021 : Shu Rui, Essentiel / Non Essentiel[4], musée des Beaux-Arts de Limoges
- 2022 : 25e Prix Antoine Marin, galerie municipale Julio-González，Arcueil (4e prix)
- 2022 : Shu Rui, Voir la musique[5], CAUE Conseil d'Architecture d'Urbanisme et de l'Environnement de la Haute-vienne, Limoges
- 2023 : Nanjing art fair international 2023, Nanjing international expo center, Chine
- 2023-2024 : Future Mine, Librairie Avant-garde, Nanjing, Chine
- 2023-2024 : Voir en peinture: la jeune figuration en France[6], MASC - Musée d’Art moderne & contemporain les Sables d'Olonne, Musée Éstrine de Saint-Rémy-de-Provence, Musée des beaux-arts de Dole
- 2024 : CUT & CLASH, Strouk gallery, Paris